# Maica Tereza
Maica Tereza (născută Anjezë Gonxhe Bojaxhiu, albaneză: [aˈɲɛzə ˈɡɔndʒɛ bɔjaˈdʒi.u]; n. 26 august 1910, Shkupi, Imperiul Otoman – d. 5 septembrie 1997, Kolkata, Bengalul de Vest, India), a fost o călugăriță catolică de origine albaneză care a fondat în anul 1950 ordinul Misionarele Carității⁠(en)[traduceți] în Kolkata (Calcutta), India. Timp de peste 45 de ani a îngrijit săracii, bolnavii, orfanii și muribunzii, conducând și extinderea Misionarelor Carității, mai întâi în toată India, apoi și în alte țări.
În anul 1979 a primit Premiul Nobel pentru Pace.  A fost beatificată de Biserica Catolică în 19 octombrie 2003 și canonizată la 4 septembrie 2016 în Piața Sf. Petru din Roma.

## Începutul vieții
Agnesë Gonxhe Bojaxhiu (Gonxhe însemnând boboc în albaneză) s-a născut în 26 august 1910 la Skopje în Imperiul Otoman, în prezent capitala Republicii Macedonia. A fost botezată pe 27 august 1910. Familia ei a trăit pe strada Koçina 13 din centrul orașului Skopje, unde exista o mare comunitate de vlahi. Tatăl ei Nikollë Bojaxhiu sau Nicolae Boiagiu a fost de origine vlahă. Ea a fost cea mai mică din copiii familiei din Shkodër, Albania, având ca părinți pe Nikollë și Drana Bojaxhiu. Tatăl ei era implicat în politica albaneză. În 1919, după o întâlnire politică, în care regiunea Skopje a fost lăsată în afara Albaniei, el s-a îmbolnăvit și a murit, când Agnesë avea opt ani.. După moartea tatălui ei, mama ei a crescut-o singură.

## Misionarele Carității

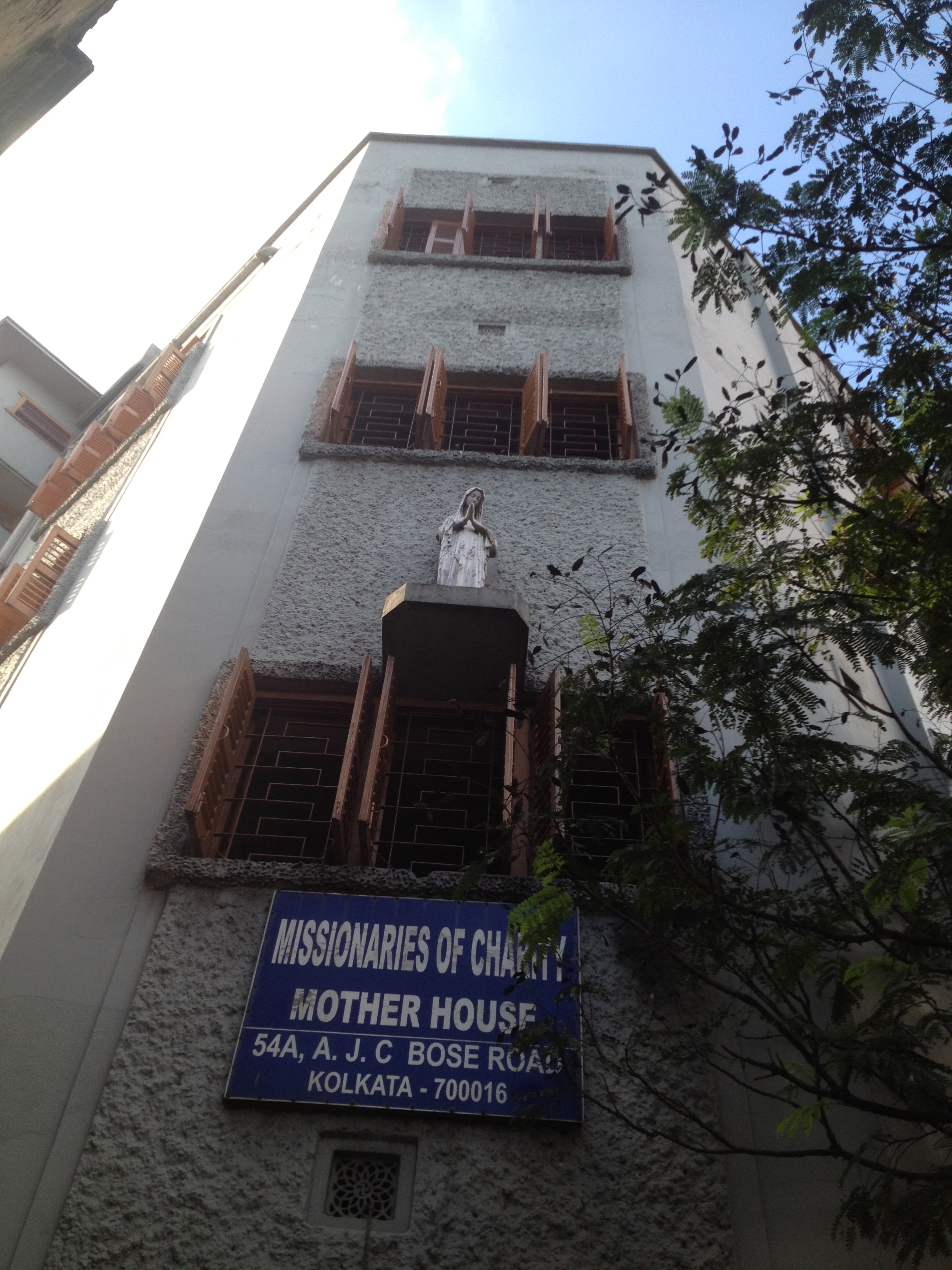
Sediul Misionarelor Calității de la Kolkata

La 10 septembrie 1946 Tereza a avut ceea ce a descris ulterior drept „chemarea dinăuntrul chemării” atunci când a călătorit cu trenul de la Calcutta la mănăstirea Loreto⁠(d) din Darjeeling pentru odihna anuală. „Trebuia să plec din mănăstire și să-i ajut pe săraci trăind în mijlocul lor. Era o poruncă. A nu o urma ar fi însemnat o încălcare a credinței.” Joseph Langford avea să scrie „deși nimeni nu știa la acea dată, sora Tereza tocmai devenise maica Tereza”.
Și-a început munca de misionariat cu săracii în 1948, schimbând vechiul veșmânt tradițional de la Loreto cu un sari simplu din bumbac alb cu contur albastru. Tereza a adoptat cetățenia indiană, a stat câteva luni în Patna pentru a primi o pregătire minimală în medicină de la Holy Family Hospital apoi s-a aventurat în mahalalele sărace. A înființat o școală la Motijhil, Kolkata, înainte să înceapă să-i îngrijească pe cei săraci și înfometați. La începutul lui 1949, Terezei i s-a alăturat un grup de tinere femei, și împreună cu ele a pus bazele unei noi comunități religioase care îi ajută pe „cei mai săraci dintre săraci”.
Eforturile ei au atras rapid atenția oficialilor indieni, inclusiv a prim-ministrului. Tereza scria în jurnalul ei că în primul ei an a avut multe dificultăți. Fără niciun venit, a cerșit hrană și provizii și a avut îndoieli, s-a simțit singură și tentată să se întoarcă la confortul vieții la mănăstire:
„Domnul nostru vrea să fiu o călugăriță liberă, acoperită cu sărăcia crucii. Astăzi, am învățat o lecție bună. Sărăcia celor săraci trebuie să fie atât de grea pentru ei. Căutând o casă, am mers și am mers până m-au durut mâinile și picioarele. M-am gândit cât de mult trebuie că-i doare și pe ei, trupul și sufletul, căutând o casă, hrană și sănătate. Apoi, a venit confortul de la Loreto să mă ispitească. „Trebuie doar să spui și totul va fi din nou al tău”, îmi tot spunea Ispita ... De bună voie, Domnul meu, și din dragoste pentru tine, doresc să rămân și să fac ce va fi sfânta ta vrere. N-am lăsat să curgă nici o singură lacrimă.”

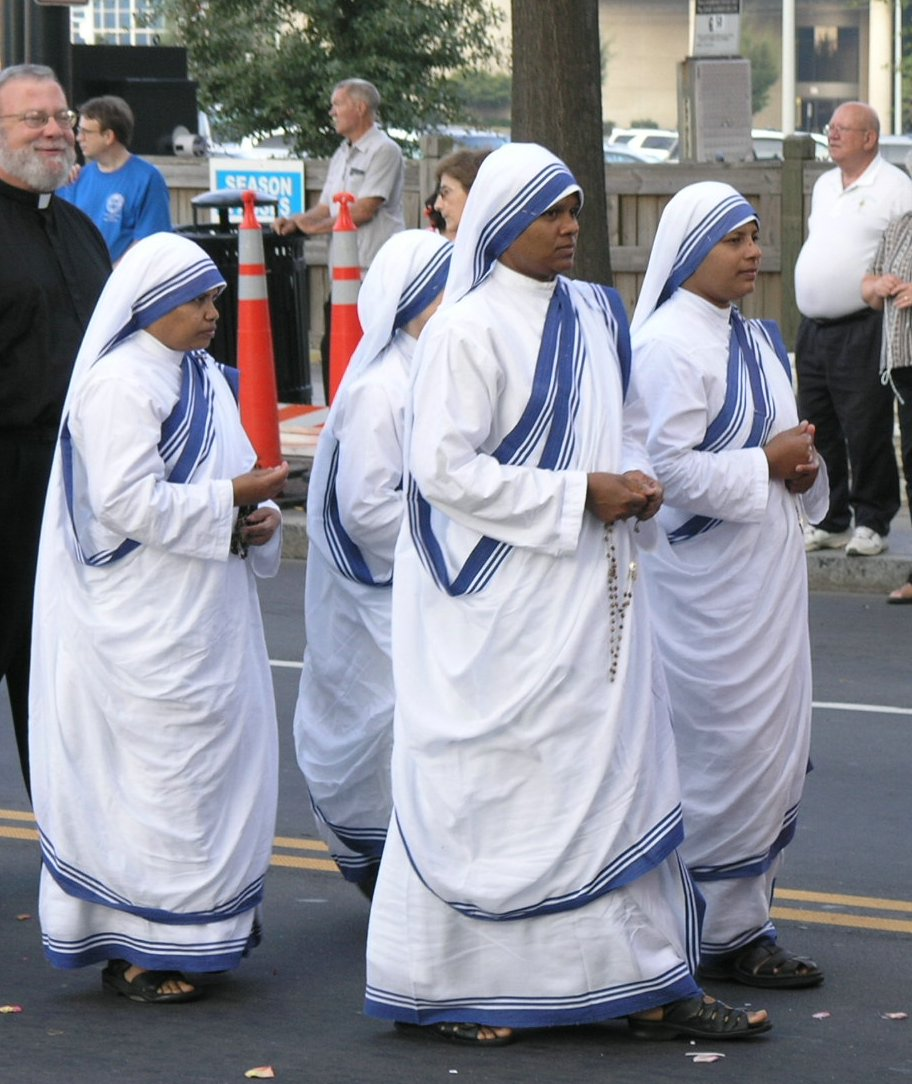
Misionarele Carități în sariuri tradiționale

La 7 octombrie 1950 Tereza a primit permisiunea Vaticanului pentru congregația diocezană care avea să devină Misionarele Carității. Aceasta urma, după cum ea însăși spunea, să-i îngrijească pe „cei înfometați, cei dezbrăcați, cei fără de casă, cei schilozi, cei orbi, leproșii, toți cei care se simt nedoriți, neiubiți, neîngrijiți în toată societatea, oameni care au devenit o povară pentru societate și sunt izgoniți de toată lumea”. Până în 1997 congregația din Calcutta a crescut de la 13 membri până la peste 4.000 de surori care se ocupau de orfelinate, case de îngrijire paleativă pentru bolnavii de SIDA și centre de caritate în toată lumea, unde se oferea asistență refugiaților, nevăzătorilor, persoanelor cu handicap, vârstnicilor, alcoolicilor, săracilor, persoanelor fără adăpost și victimelor inundațiilor, epidemiilor și foametei.
În 1952 Tereza a deschis primul azil⁠(d) cu ajutorul oficialilor din Calcutta. Ea a transformat un templu Hindu abandonat în Kalighat Home for the Dying⁠(d), gratuită pentru cei săraci, și i-a schimbat numele în Kalighat, the Home of the Pure Heart (Nirmal Hriday; „Casa Inimii Pure”). Cei aduși aici primeau îngrijiri medicale și ocazia de a muri cu demnitate în conformitate cu credința lor: musulmanilor li se citea Coranul, hindușii primeau apă din Gange, iar catolicii primeau taina maslului. "A beautiful death", Teresa said, "is for people who lived like animals to die like angels—loved and wanted."

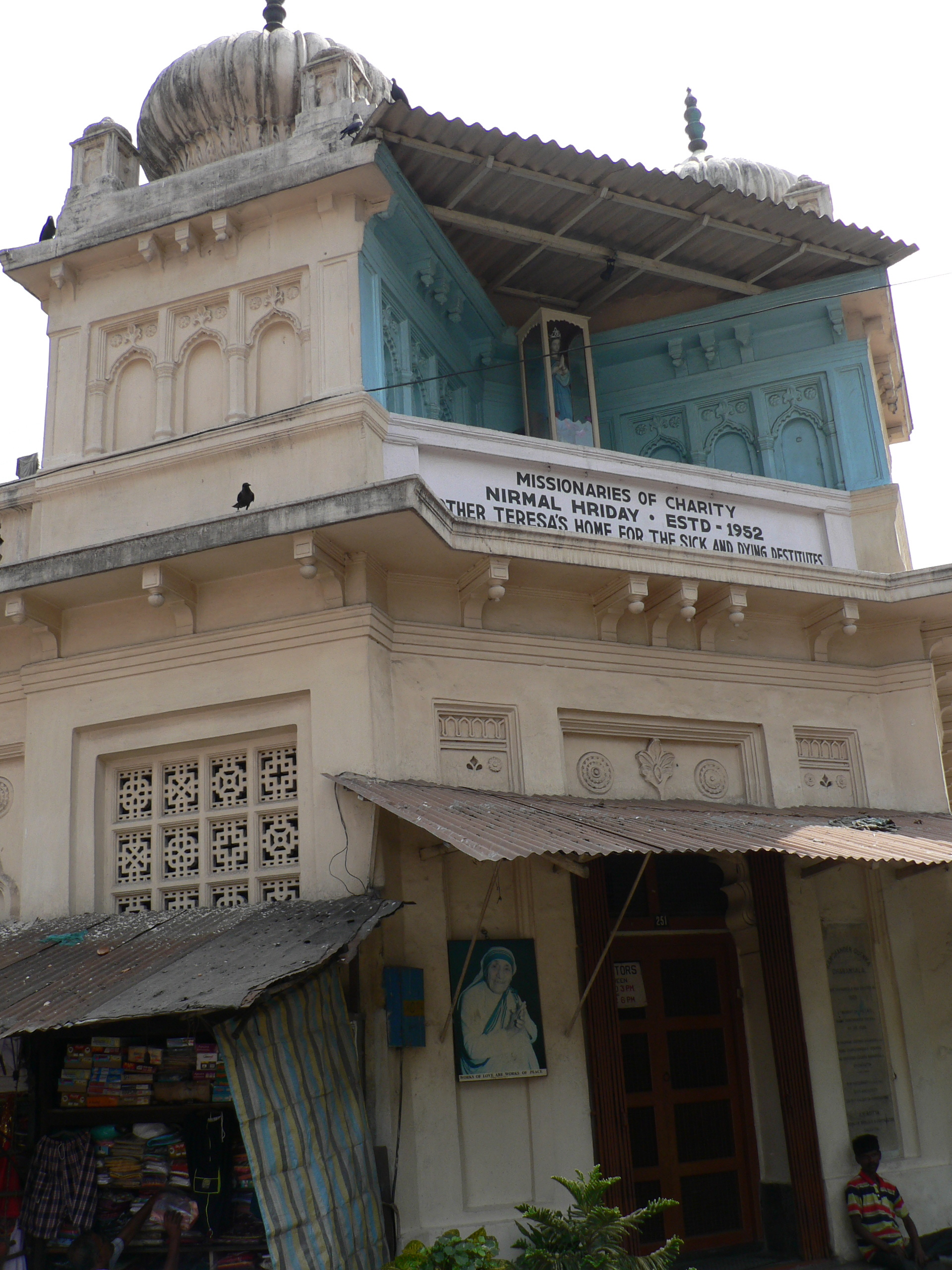
Nirmal Hriday, azilul din Calcutta al Maicii Tereza, în 2007

A deschis un azil pentru bolnavii de lepră, denumit Shanti Nagar (Orașul Păcii). Misionarele Carității au înființat clinici de îngrijire a leprei în toată Calcutta, oferind medicamente, pansamente⁠(d) și hrană. Misionarele Carității au primit din ce în ce mai mulți copii fără adăpost; în 1955, Tereza a deschis Nirmala Shishu Bhavan („Casa Inimii Imaculate pentru Copii”), ca adăpost pentru orfani și tineri fără casă.
Congregația a început să atragă recruți și donații, și în anii 1960 deschisese aziluri, orfelinate și leprozerii⁠(d) în toată India. Tereza a extins apoi congregația și peste hotare, deschizând  în 1965 în Venezuela o casă cu cinci surori. Au urmat și alte case în Italia (Roma), Tanzania și Austria în 1968, și în anii 1970 congregația a deschis case și fundații în Statele Unite și în zeci de țări din Asia, Africa și Europa.
Frații Misionari ai Carității a fost înființată în 1963, și o ramură contemplativă⁠(d) a ordinului a apărut în 1976. Mireni catolici și necatolici s-au înscris în organizațiile Colaboratorilor Maicii Teresa, Colaboratorilor Bolnavilor și Suferinzilor, și a Misionarilor Mireni ai Carității. Răspunzând cererilor numeroșilor preoți, în 1981 Maica Tereza a înființat Mișcarea Corpus Christi pentru Preoți și (împreună cu preotul Joseph Langford) Părinții Misionari ai Carității în 1984 pentru a combina obiectivele vocaționale ale Misionarelor Carității cu resursele preoțimii. Până în 2007, Misionarii Carității numărau 450 de frați și 5000 de surori în toată lumea, operând 600 de misiuni, școli și adăposturi în 120 de țări.

## Critici
Conform unui articol publicat de universitarii canadieni Serge Larivée, Geneviève Chénard și Carole Sénéchal, clinicile Terezei primeau donații de milioane de dolari, dar nu furnizau asistență medicală, nu practicau diagnoza sistematică, nu distribuiau pacienților suficientă hrană și suficiente analgezice: „Maica Tereza credea că bolnavii trebuie să sufere ca Hristos pe cruce”. S-a afirmat că banii primiți ar fi putut transforma starea de sănătate a săracilor înființând stabilimente de îngrijire paleativă.
Grupările pentru dreptul la avort au criticat atitudinea Terezei față de avort, iar adversarii avortului au lăudat-o pentru sprijinirea drepturilor fătului⁠(d).
Unul dintre cei mai vehemenți critici ai Terezei a fost ziaristul, criticul literar și antiteistul englez Christopher Hitchens, autorul eseului The Missionary Position: Mother Teresa in Theory and Practice⁠(d) (1995; în traducere, „Poziția misionarului: Maica Tereza în teorie și practică”), care într-un articol din 2003 scria: „Aceasta ne duce înapoi la corupția medievală a bisericii, care vindea indulgențe celor bogați în timp ce săracilor le predica focurile infernului și continența. [Maica Tereza] nu era o prietenă a săracilor. Era o prietenă a sărăciei. Ea spunea că suferința este un dar de la Dumnezeu. Și-a petrecut viața opunându-se singurului leac pentru sărăcie, și anume emanciparea femeilor și eliberarea lor dintr-o variantă animalică de reproducere forțată.” El a acuzat-o de ipocrizie pentru că a ales tratamente avansate pentru boala ei de inimă.
Deși Hitchens credea că este singurul martor chemat de Vatican, Aroup Chatterjee⁠(d) (autorul cărții Mother Teresa: The Untold Story) a fost chemat și el pentru a argumenta împotriva beatificării și canonizării Terezei; Vaticanul abolise instituția tradițională a „avocatului diavolului”, care servea unui scop similar. Hitchens afirma că „intenția ei nu era să ajute oamenii”, și i-a mințit pe donatori despre felul în care sunt folosiți banii lor. „Discutând cu ea, am descoperit, și ea m-a asigurat, că nu lucrează pentru a combate sărăcia”, a spus el, „ci lucrează pentru a crește numărul de catolici. Ea a spus: «nu sunt o asistentă socială. Nu fac ce fac din acel motiv. O fac pentru Hristos. O fac pentru biserică.»”
William Anthony Donohue⁠(d), președintele Ligii Catolice din SUA⁠(d), a publicat în 2016 un răspuns pe larg la criticile lui Hitchens.
Ea a luat apărarea preotului pedofil Donald McGuire⁠(en)[traduceți].

## Imagini

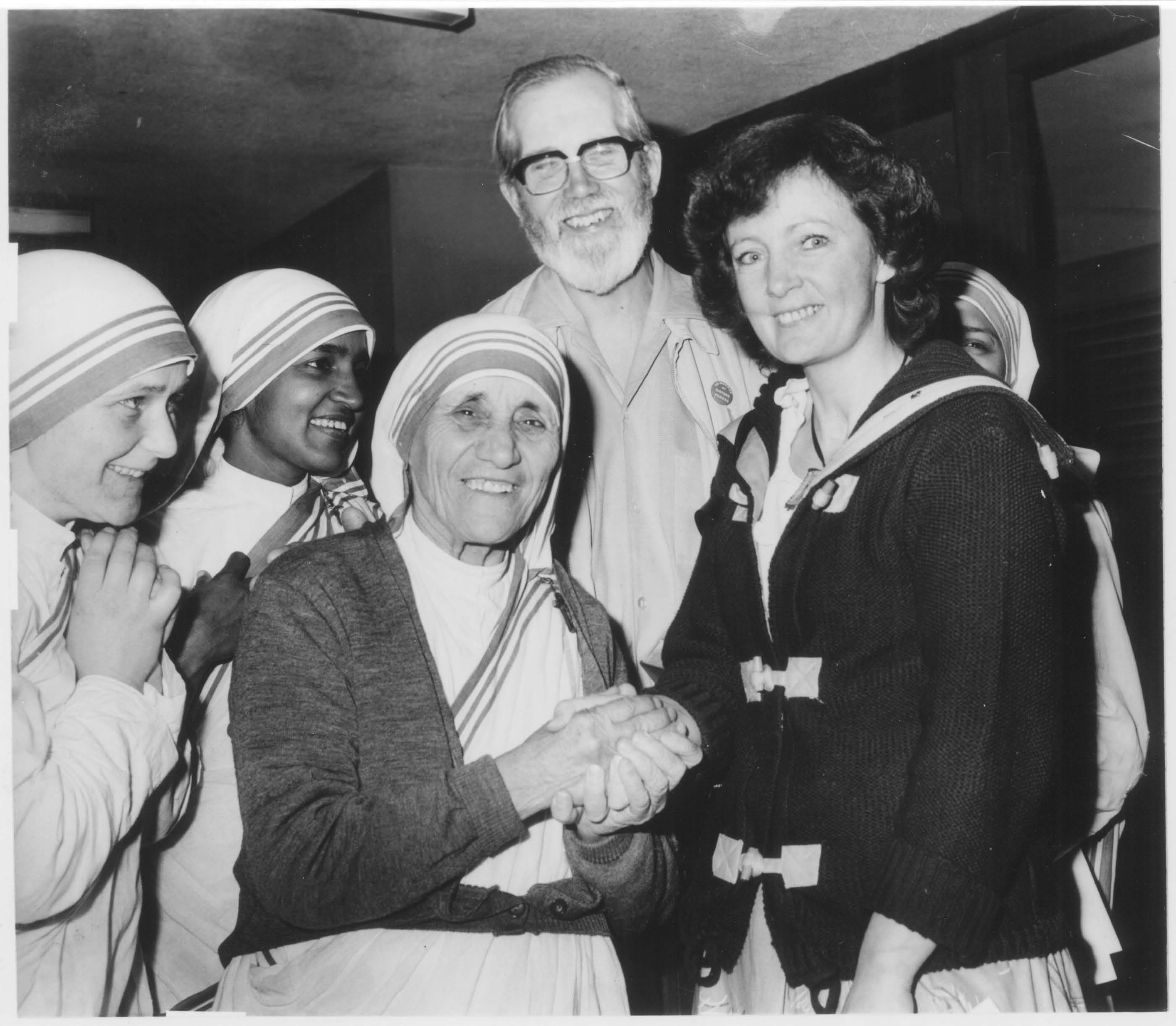
Maica Tereza cu Kay Kelly, care a învins cancerul printr-un miracol
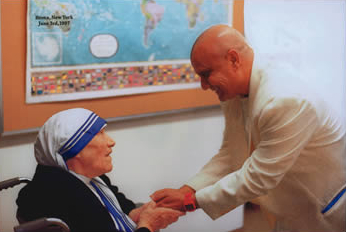
Maica Tereza cu liderul spiritual Sri Chinmoy
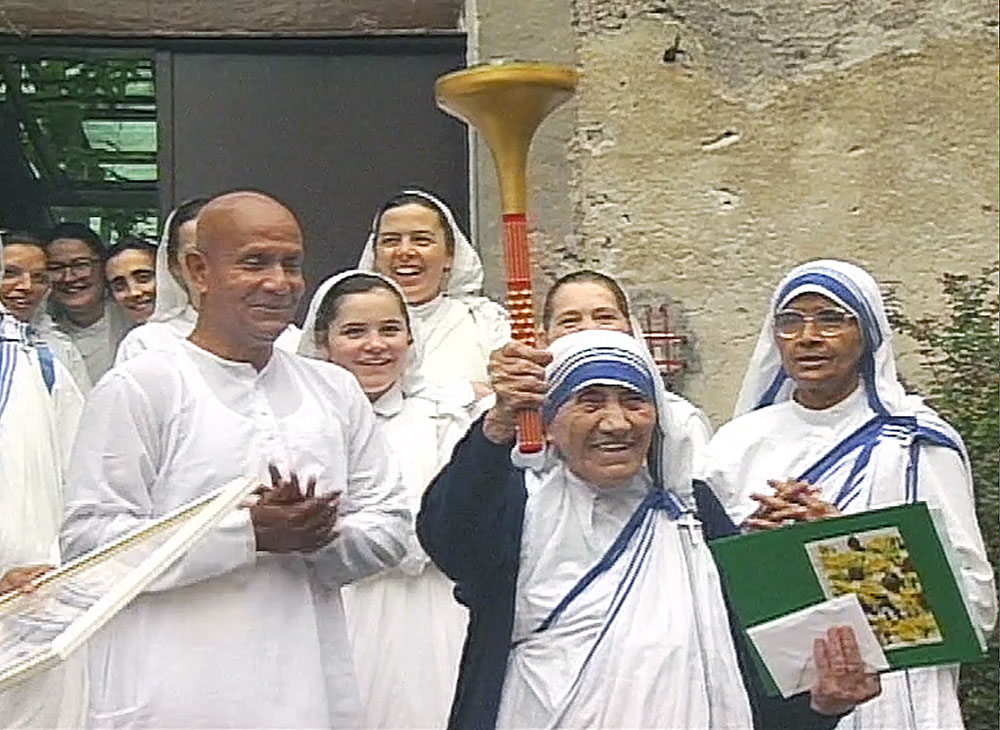
Maica Tereza ținând „Torța Păcii”
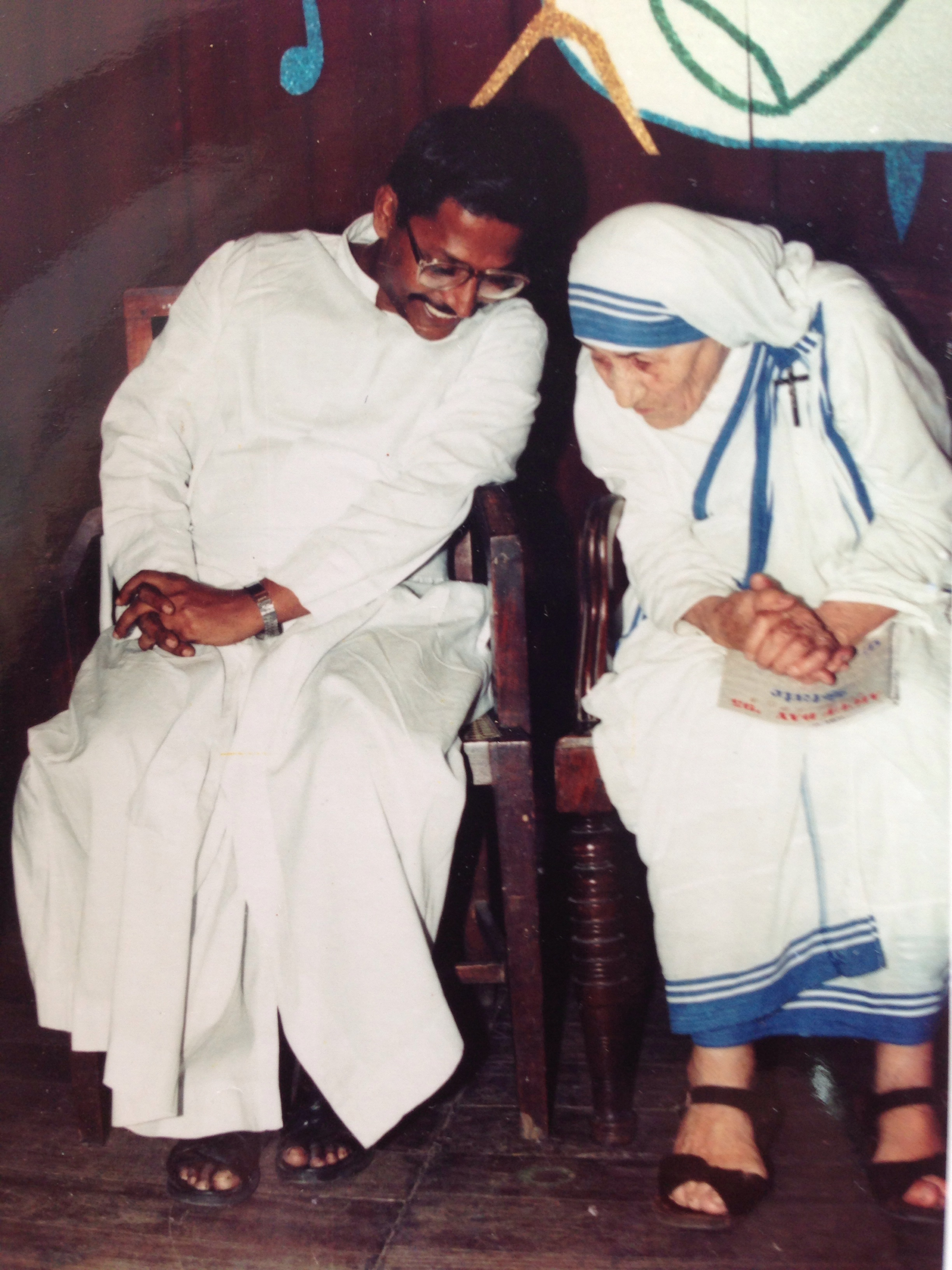
Maica Tereza cu părintele Felix Raj